# Test skrajšanega proteina
S testom skrajšanega proteina (angl. Protein truncation test, okrajšano PTT), včasih imenovanim tudi »in vitro synthesized-protein (IVSP) test«, pregledujemo kodirajoče regije genov in iščemo mutacije, ki so odgovorne za predčasno zaustavitev (terminacijo) prevajanja (translacije) mRNA. 
Začnemo z izolacijo DNK ali RNK, temu sledi pomnoževanje s PCR in ugotavljanje in vitro prepisovanja in prevajanja. Skrajšane proteine ugotovimo s SDS-PAGE. Večji ekson gena lahko pomnožujemo neposredno iz genomske DNK v nekaj prekrivajočih se fragmentih. Celotno kodirajoče zaporedje »velikega« gena, ki ima mnogo manjših eksonov, lahko pomnožujemo v nekaj prekrivajočih se fragmentih s RT-PCR. 
Občutljivost PTT povečamo s pomnoževanjem gena v nekaj segmentih, ki se prekrivajo med seboj (300–500 bp). Skrajšana mutacija, ki se nahaja na 3'-koncu enega segmenta, se bo pojavila tudi blizu 5'-konca drugega prekrivajočega segmenta. S tem se poveča verjetnost, da bomo ugotovili »skrajšan« protein. Za PTT je potreben specialni začetni oligonukleotid. Le-ta ima podaljšan 5'-konec. Vsebuje zaporedja promotorja T7, evkariontsko konsenzno zaporedje za začetek prepisovanja in začetno mesto ATG. Donos in specifičnost PCR pomnoževanja ugotovimo z agarozno gelsko elektroforezo. Nato alikvot PCR produkta uporabimo kot matrico za in vitro transkripcijo in translacijo . Radioaktivna aminokislina se po navadi vgradi v prepisan protein, kar omogoči kasnejšo detekcijo. 
Opisane so bile tudi neradioaktivne PTT metode. Prepisani proteini so ločeni s SDS-PAGE, čemur sledi avtoradiografija. Prisotnost proteina, ki je manjši od celotnega proteina, nakazuje na translacijsko terminacijsko mutacijo.
Velikost »skrajšanega« proteina kaže na mesto prezgodnjega zaključnega kodona. Da potrdimo mutacijo, določimo zaporedje DNK. Pri večini mutacij gre za premik bralnega okvirja in nesmiselne mutacije. Zasledimo tudi mutacije, ki povzročijo nepravilno izrezovanje eksonov. S samo eno reakcijo lahko s PTT hitro ugotovimo nekaj kilobaznih segmentov gena, po drugi strani pa PTT ugotavlja tiste mutacije, ki imajo jasen patološki učinek na funkcijo proteina. Drugačnosmiselnih mutacij in nevtralnih polimorfizmov s PTT ne moremo ugotoviti. Če je pomembno, da se ugotovi drugačnosmiselna mutacija, lahko uporabimo SSCP (single-strand conformation polymorphism – analiza konformacijskih polimorfizmov enoverižnih DNK) v povezavi s PTT.
Test PTT so prvič opisali leta 1993, kot tehniko za določevanje mutacije translacijske terminacije gena distrofin. Kasneje se je metoda začela uporabljati za ugotovitev »skrajšanih« mutacij gena APC, ki povzroča družinsko adenomatozno polipozo (angl. familial adenomatous polyposis, FAP). Od takrat je PTT uporabljen za ugotovitev translacijskih terminacijskih mutacij mnogih genov.

## Uporaba
Gen distrofin je zelo dolg. Vsebuje 79 majhnih eksonov, ki so znotraj regije 2400 kb. Če gre za delecijo enega ali več eksonov, lahko pri bolnikih z Duchennovo mišično distrofijo ugotovimo večino distrofičnih mutacij. Vendar je približno 1/3 distrofičnih mutacij nesmiselnih mutacij ali pa posledica premika bralnega okvirja, kar se kaže v predčasni zaustavitvi (terminaciji) prevajanja mRNA.
Z uporabo konvencionalnih metod, kot je npr. SSCP, je za iskanje omenjenih mutacij protrebnega ogromno časa in metoda je manj kot 100% občutljiva. Direktno določevanje zaporedja je časovno zamudno in drago. PTT je bil razvit za določevanje distrofičnega gena, specifično za translacijsko-terminacijsko mutacijo, ki ji sledi pomnoževanje dolgih segmentov gena z ugnezdeno verižno reakcijo s polimerazo (angl. nested PCR). Celotna kodirajoča zaporedja distrofina so lahko pomnožena in ugotovljena v samo 10 prekrivajočih se fragmentih. Whittock in sod. so leta 1997 opisali hkratni PCR za določitev distrofičenga gena.
Družinska adenomatozna polipoza je redka avtosomno-dominantna bolezen, pri kateri se razvije 500–2500 adenomatoznih polipov v debelem črevesu in danki. Polipi se razvijejo med 20. in 30. letom in v srednjih letih pogosto preidejo v raka. Gen APC, odgovoren za to bolezen, je na dolgem q delu 5. kromosoma (5q21). 
Približno 95 % mutacij je bilo posledica prezgodnje zaustavitve prevajanja proteina. Gen APC ima 15 eksonov in kodirajoče zaporedje dolžine 8,5 kb. Ekson 15 gena APC je dolg 6,5 kb in približno 70 % vseh mutacij, ki jih najdemo pri bolnikih s FAP, se pojavijo na 5'-koncu eksona 15. Približno 65 % somatičnih mutacij, ki jih najdemo pri sporadičnih kolorektalnih rakih, se nahajajo znotraj majhne regije eksona 15. Teoretično lahko z direktnim pomnoževanjem 2 kb dolgega segmenta eksona 15 gena APC iz genomske DNK in enim PTT ugotovimo 50 % začetnih mutacij pri bolnikih s FAP in 75 % somatičnih mutacij pri sporadičnem kolorektalnem raku. PTT analizo celotne kodirajoče regije gena APC lahko dosežemo s pomnoževanjem celotnega gena v 5 ali 6 prekrivajočih se segmentih. Ekson 15 je neposredno pomnožen iz genomske DNK v 4 prekrivajočih se segmentih. Eksoni 1–14 so pomnoženi v eni ali dveh prekrivajočih se segmentih z RT-PCR (RNA). Z uporabo te metode je bilo ugotovljenih 82 % bolnikov s FAP.